# Batrachoseps stebbinsi
Batrachoseps stebbinsi é um anfíbio caudado da família Plethodontidae endémica da Califórnia.